# Ostfriesische Tageszeitung
Die Ostfriesische Tageszeitung (OTZ) war in der Zeit des Nationalsozialismus das amtliche Organ der NSDAP und sämtlicher Behörden Ostfrieslands im Gau Weser-Ems.

## Nationalsozialistisches Parteiorgan

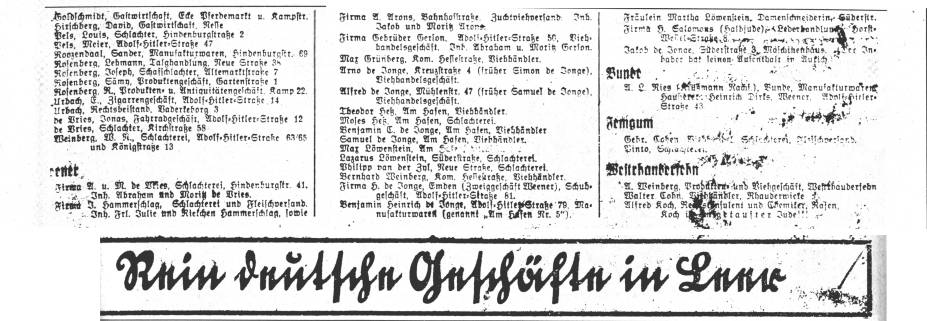
Beilage der ostfriesischen Tageszeitung vom 20. Juli 1935: „Rein deutsche Geschäfte in Leer“

Gründer, erster Herausgeber und Verleger der Ostfriesischen Tageszeitung war der Landwirt Jacques Groeneveld aus Bunderhee, der später noch eine Vielzahl von Parteiämtern übernahm. Die erste Ausgabe des NS-Propagandaorgans erschien am 1. Oktober 1932, die letzte kurz vor Kriegsende 1945. Chefredakteur war von 1938 bis Kriegsende Johann Menso Folkerts. Die Zeitung war „amtliches Organ der NSDAP und der Behörden“ und erschien in Aurich mit einer Auflage von 11.400 Exemplaren. Zunächst wurde die Zeitung in Aurich im Verlagshaus Dunkmann gedruckt, das seinerseits als Herausgeber der Ostfriesischen Nachrichten mit der OTZ in Konkurrenz stand. Ab 1934 wurde die Zeitung in Emden gedruckt. Die Redaktionsräume befanden sich jedoch weiter in der Auricher Norderstraße.
In der Zeit des Nationalsozialismus war die Zeitung das wichtigste Propagandaorgan auf der ostfriesischen Halbinsel und maßgeblich an der Ausgrenzung von Juden und anderen der Partei nicht genehmen Gruppen beteiligt. So führte die Zeitung mit dem Aufruf „Volksgenossen, kauft nicht in folgenden jüdischen Geschäften“, zum Beispiel alle noch in den Orten Ostfrieslands bestehenden jüdischen Geschäfte auf. 1937 veröffentlichte Heinrich Drees einen Artikel in der OTZ, in dem er die Verfolgung der Sinti und Juden historisch zu begründen versuchte und schrieb, dass „vagabundierende Juden die Provinz Hannover und Ostfriesland unsicher machen“. Für den Zeitraum von 1765 bis 1803 listete er diverse Durchzüge von Diebesbanden in Ostfriesland auf und unterstellte dabei stets, dass deren Mitglieder „Juden und Zigeuner“ seien. Weiter hieß es: „In den ostfriesischen Städten, besonders in Aurich wurden ständig Vagebundenjagden abgehalten, die im Volksmunde auch ‚Kloppjagden‘ genannt wurden Bei diesen Kloppjagden wurde viel Diebesgut beschlagnahmt und auch viele Juden über die Grenze gejagt.“
Gegen Ende des Krieges veröffentlichte die OTZ Durchhalteparolen, die vor allem auf die von schweren Bombardierungen betroffene Bevölkerung Emdens zielten. So schrieb die Zeitung am 7. September 1944, am Tag nach der schwersten Bombardierung, bei der mehr als 80 % des Stadtgebiets zerstört wurden:
„Trotz der Härte des Angriffs, der als das schwerste Unglück der tausend Jahre alten Stadt zu bezeichnen ist, muß die Haltung der Bevölkerung einfach als vorbildlich angesehen werden. Die Hilfsmannschaften traten alsbald in Tätigkeit und nicht zuletzt waren es die Nachbarstädte, die helfend einsprangen. Ungeheuer schwer sind die Folgen eines ebenso sinnlosen wie brutalen Angriffs. Dennoch aber lassen sich die Emder sich nicht entmutigen, harren aus in Arbeit und Zuversicht und geben damit ein leuchtendes Beispiel des Opfermuts im Kampf um Großdeutschlands Zukunft.“
Kurz vor Kriegsende stellte die Zeitung ihr Erscheinen ein.
In Kooperation mit der Landesbibliothek Oldenburg möchte die Ostfriesische Landschaft die Ausgaben der Jahre 1933–1945 der OTZ vollständig digitalisieren und online zur Verfügung stellen. Erste Jahrgänge können bereits eingesehen werden.